# Marhaň
Marhaň est un village de Slovaquie situé dans la région de Prešov.

## Histoire
Première mention écrite du village en 1277.

## Démographie

### Évolution de la population
| Année:               | 1994. | 2004.   | 2014.   | 2024.   |
| -------------------- | ----- | ------- | ------- | ------- |
| Nombre de personnes: | 885   | 938     | 965     | 955     |
| Différence:          |       | +5,98 % | +2,87 % | -1,03 % |

| Année:               | 2023. | 2024.   |
| -------------------- | ----- | ------- |
| Nombre de personnes: | 951   | 955     |
| Différence:          |       | +0,42 % |